# Contea di Ci
La contea di Ci (磁县S, Cí XiànP) è una contea della Cina, situata nella provincia di Hebei e amministrata dalla prefettura di Handan.